# Gottlieb Christian Eberhard von Etzel

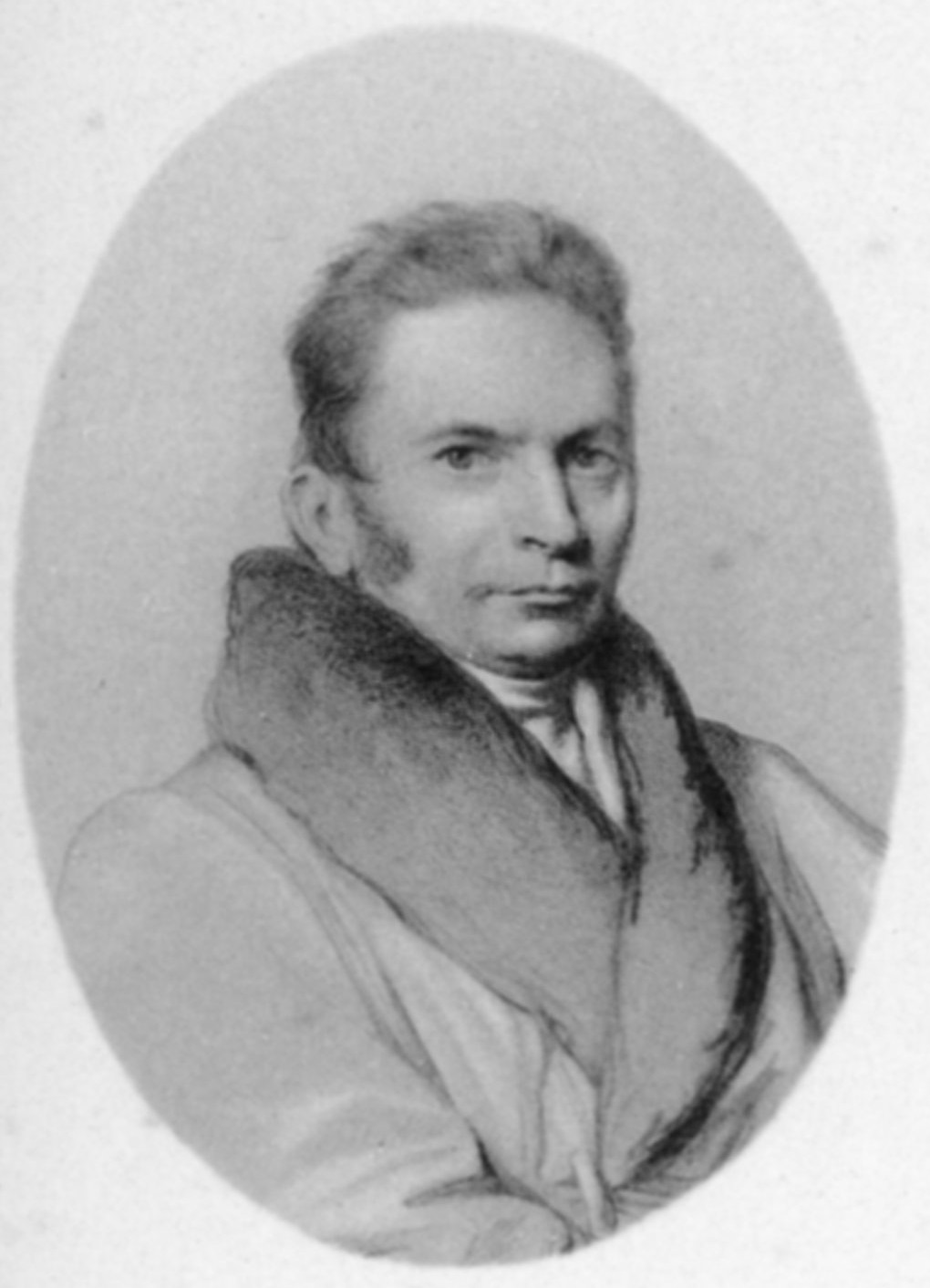
Gottlieb Christian Eberhard Etzel

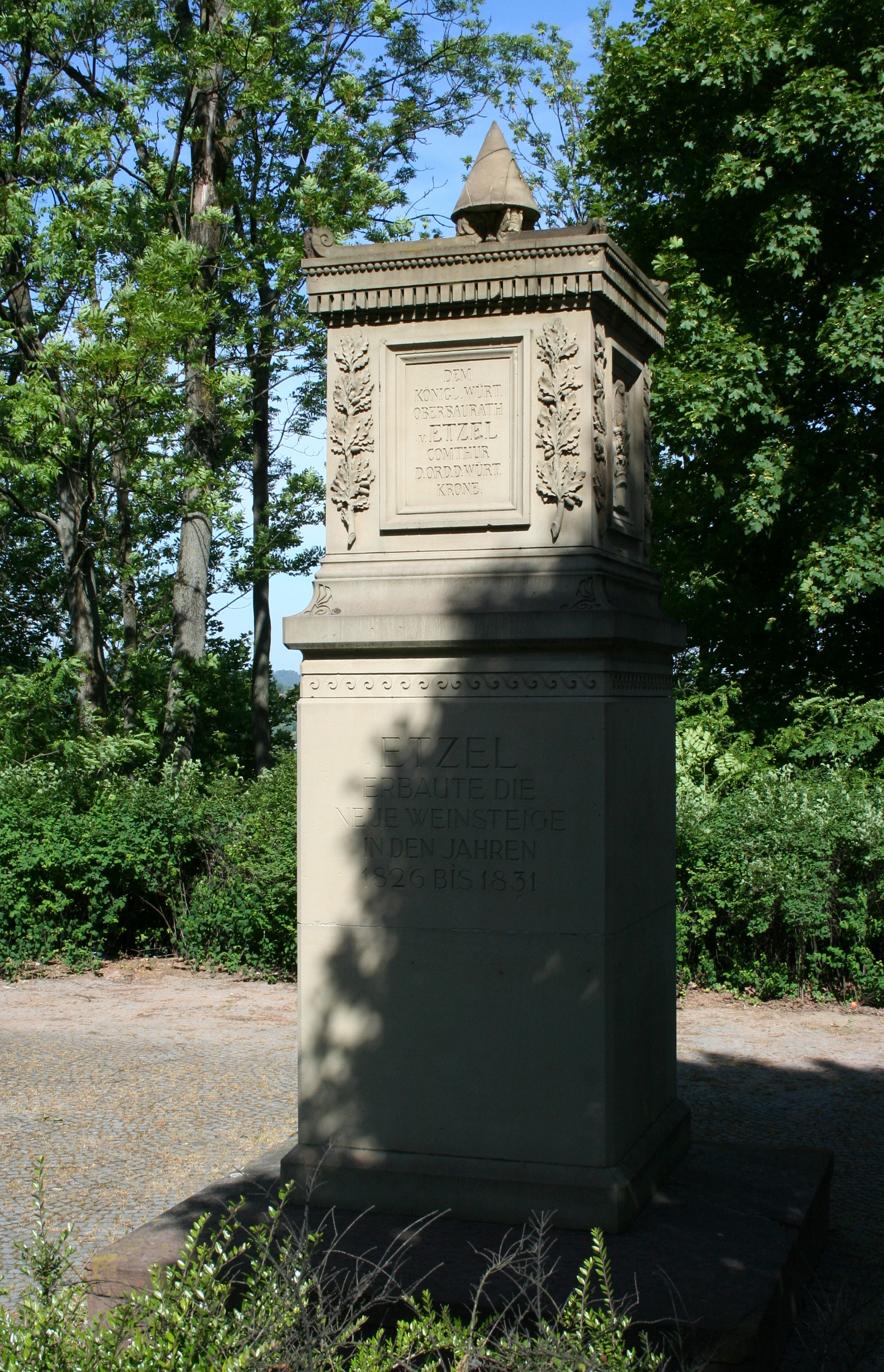
Denkmal für Etzel an der Neuen Weinsteige in Stuttgart

Gottlieb Christian Eberhard von Etzel (* 15. Dezember 1784 in Stuttgart; † 30. November 1840 ebenda) war als königlich-württembergischer Oberbaurat Stadtplaner in seiner Heimatstadt Stuttgart. Von Etzel wurde auf dem Stuttgarter Hoppenlaufriedhof bestattet. 

## Familie
Sein Großvater war Johann Leonhard Etzel, Stuttgarter Zimmermeister und Hofwerkmeister, gestorben 1774. Er hatte 1758 das Dach des Neuen Schlosses in Stuttgart errichtet.
Sein Onkel war Johann Christian Adam Etzel, Zimmermeister (1743–1801), Landbaukontrolleur, ab 1794 Landbaumeister für die Bauten des Kirchenrates. Neben weitgespannten Dachtragwerken über breiten Kirchenräumen (Stadtkirche Göppingen) war er durch Holzbrücken über Flussläufe bekannt, die mit der innovativen Technik von Hänge- und Sprengwerk-Kombination – wie 1778 bei Plochingen über den Neckar – ohne Stützen eine Spannweite bis 70 Meter aufwiesen. Man nannte ihn den „hölzernen Etzel“. Christian A. Etzel gehörte mit dem italienischen Renaissance-Architekten Andrea Palladio (1508–1580) und den schweizerischen Brüdern (1707–1783) Johann und Hans Ulrich Grubenmann zur Elite der europäischen Brückenbauer ihrer Zeit.
Sein Vater war Johann Eberhard Etzel (1745–1792), ebenfalls ein (Stein-)Brückenbauer, deswegen „der steinerne Etzel“ genannt.
Christian Eberhard Etzels Sohn, Karl Etzel (1812–1865), Eisenbahningenieur und Architekt, schuf zahlreiche bekannte Eisenbahnstrecken in Süddeutschland und Österreich, so zum Beispiel die Geislinger Steige und das Bietigheimer Enzviadukt.

## Bekannte Objekte
- Von 1811 bis 1812 baute er in Heilbronn Villen für die Familien Rauch und Mertz
- Von 1826 bis 1831 wurde Oberbaurat Etzel bekannt als Planer der Neuen Weinsteige in Stuttgart, einer breiten Panoramastraße vom Schlossplatz nach Degerloch auf den Fildern, an der später auch ein Denkmal von Johann Wilhelm Braun für ihn errichtet wurde.
- 1838 – Bau der Wilhelmsbrücke, der ersten Steinbrücke über den Neckar in Cannstatt, sie wurde im Zuge der Neckarregulierung 1931 durch die heutige Stahlbrücke ersetzt.Die Wilhelmsbrücke

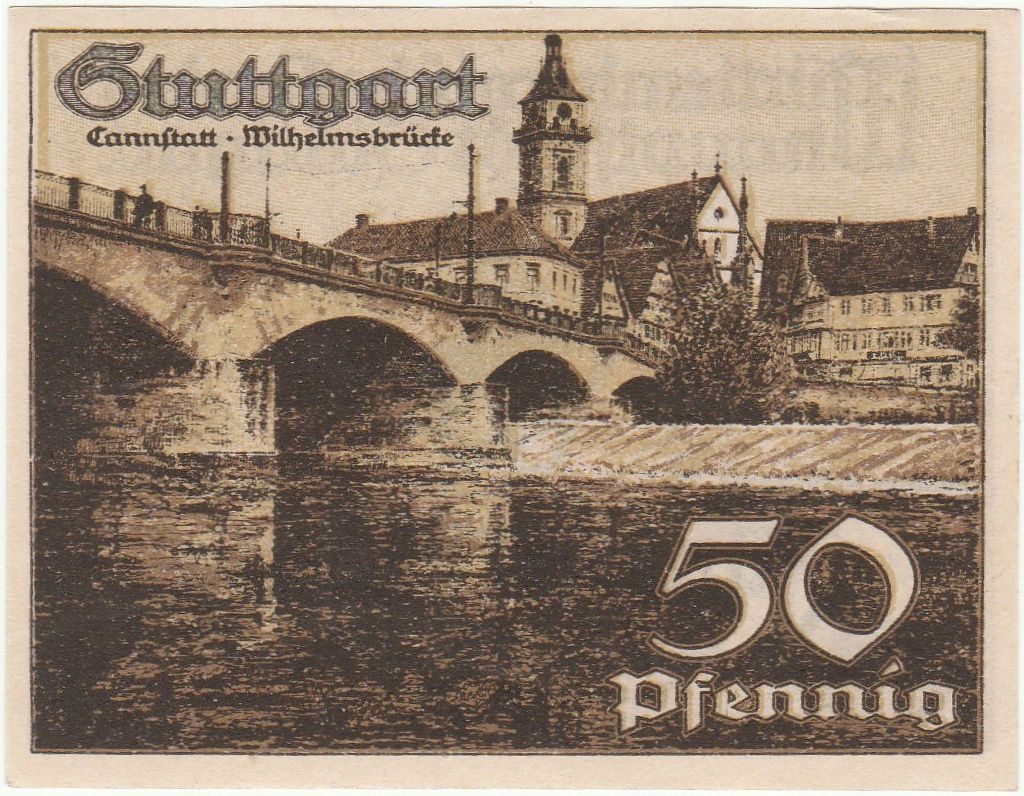
Die Wilhelmsbrücke

In Stuttgart wurde die Etzelstraße, nahe dem Bopser, nach ihm benannt.

## Ehrungen
1838 wurde Etzel das Kommenturkreuz des Ordens der Württembergischen Krone verliehen, welches mit dem persönlichen Adel verbunden war.